# Saint-Germain-de-Modéon
Saint-Germain-de-Modéon és un municipi francès, situat al departament de la Costa d'Or i a la regió de Borgonya - Franc Comtat. L'any 2007 tenia 184 habitants.

## Demografia

### Població
El 2007 la població de fet de Saint-Germain-de-Modéon era de 184 persones. Hi havia 96 famílies, de les quals 36 eren unipersonals (16 homes vivint sols i 20 dones vivint soles), 36 parelles sense fills, 20 parelles amb fills i 4 famílies monoparentals amb fills.
La població ha evolucionat segons el següent gràfic:
Habitants censats

### Habitatges
El 2007 hi havia 134 habitatges, 93 eren l'habitatge principal de la família, 30 eren segones residències i 11 estaven desocupats. 130 eren cases i 3 eren apartaments. Dels 93 habitatges principals, 85 estaven ocupats pels seus propietaris, 6 estaven llogats i ocupats pels llogaters i 2 estaven cedits a títol gratuït; 1 tenia una cambra, 11 en tenien dues, 28 en tenien tres, 20 en tenien quatre i 33 en tenien cinc o més. 73 habitatges disposaven pel capbaix d'una plaça de pàrquing. A 42 habitatges hi havia un automòbil i a 33 n'hi havia dos o més.

### Piràmide de població
La piràmide de població per edats i sexe el 2009 era:
| Homes | Edats   | Dones |
| ----- | ------- | ----- |
| 0     | 95 o +  | 0     |
| 0     | 90 a 94 | 0     |
| 0     | 85 a 89 | 0     |
| 8     | 80 a 84 | 4     |
| 12    | 75 a 79 | 4     |
| 4     | 70 a 74 | 28    |
| 0     | 65 a 69 | 8     |
| 8     | 60 a 64 | 0     |
| 4     | 55 a 59 | 8     |
| 0     | 50 a 54 | 0     |
| 8     | 45 a 49 | 0     |
| 4     | 40 a 44 | 4     |
| 4     | 35 a 39 | 4     |
| 4     | 30 a 34 | 4     |
| 4     | 25 a 29 | 4     |
| 0     | 20 a 24 | 4     |
| 4     | 15 a 19 | 0     |
| 0     | 10 a 14 | 0     |
| 0     | 5 a 9   | 0     |
| 0     | 0 a 4   | 0     |

## Economia
El 2007 la població en edat de treballar era de 90 persones, 58 eren actives i 32 eren inactives. De les 58 persones actives 48 estaven ocupades (22 homes i 26 dones) i 10 estaven aturades (8 homes i 2 dones). De les 32 persones inactives 14 estaven jubilades, 3 estaven estudiant i 15 estaven classificades com a «altres inactius».

### Ingressos
El 2009 a Saint-Germain-de-Modéon hi havia 80 unitats fiscals que integraven 169 persones, la mediana anual d'ingressos fiscals per persona era de 17.710 €.

### Activitats econòmiques
Dels 3 establiments que hi havia el 2007, 1 era d'una empresa de construcció, 1 d'una empresa de comerç i reparació d'automòbils i 1 d'una empresa de serveis.
L'any 2000 a Saint-Germain-de-Modéon hi havia 9 explotacions agrícoles que ocupaven un total de 220 hectàrees.

## Poblacions més properes
El següent diagrama mostra les poblacions més properes.